# Matthias Matussek
Matthias Matussek (né le 9 mars 1954 à Münster) est un journaliste et écrivain allemand.

## Biographie
Matthias Matussek suit une scolarité chez les Jésuites puis va dans un gymnasium de Stuttgart où il obtient son abitur. Il étudie à l'Université libre de Berlin l'allemand, l'anglais américain et la littérature moderne. Après un mémoire sur le dandysme, il va à la Deutsche Journalistenschule d'où il sort diplômé en 1977 et devient rédacteur de la rubrique Culture au quotidien de Berlin Der Abend (de) puis pour Stern et en 1987 Der Spiegel.
De la chute du Mur de Berlin jusqu'au jour de l'Unité allemande (1990), il est correspondant à Berlin-Est et sera récompensé du Egon-Erwin-Kisch-Preis (de) en 1991. Der Spiegel l'envoie à New York (1992), Rio de Janeiro (1999) et Londres (2003). De 2005 à 2008, il dirige la rubrique Culture.
D'octobre 2006 à septembre 2013, Matussek publie hebdomadairement un blog vidéo Matusseks Kulturtipp sur le Spiegel Online puis irrégulièrement. En 2007, il est membre honoraire du Verein Deutsche Sprache et en 2008, le magazine sur les médias V.i.S.d.P. (de) le nomme journaliste Internet de l'année.
Pour son roman Wie es leuchtet, paru en 2004, Thomas Brussig s'est inspiré pour son héros de Matthias Matussek lorsqu'il était correspondant à Berlin.
En novembre 2015, il est licencié du quotidien Die Welt en réaction à un message posté sur sa page Facebook. Il avait estimé que les attentats du 13 novembre 2015 en France allaient « donner une nouvelle direction au débat sur les frontières ouvertes et le quart de million de jeunes hommes non enregistrés qui circulent librement en Allemagne ».

## Opinions
À travers des articles et des livres comme Die vaterlose Gesellschaft (La société sans père) (1998), Nous les Allemands (2006) et Das katholische Abenteuer (L'Aventure catholique) (2011) (tous des best-sellers en Allemagne), Matussek intervient à plusieurs reprises sur des sujets controversés.
En 2009, il critique le conservatisme allemand contemporain, à son avis, une lutte des classes supérieures, et se décrit comme d'une gauche accidentelle. En tant que conservateur peu fiable et fils d'un maire CDU, il voit cette lutte comme une « lutte culturelle tardive dans laquelle la classe moyenne a vaincu les soixante-huitards comme dans un Sedantag permanent des conservateurs jeunes et vieux ». Ceux du juste milieu conservateur « que l'attaque panique économique a laissé derrière elle », qui s'en préoccupait uniquement, « se tapent sur l'épaule avec une suffisance insupportable ». Selon lui, le conservatisme d'aujourd'hui est « tombé dans un mode de vie de petit-bourgeois et un règlement de comptes éculé avec les adversaires gauchistes d'autrefois qui sont moindre » et a des « valeurs éclatées, radicales comme la gauche n'en aurait jamais eues ».
En 2010, il qualifie dans une contribution au débat la polémique créée par Thilo Sarrazin de référence « au-delà de l'indignation, avec laquelle le juste milieu de la société du consensus se protège de l'attaque afin d'escorter le bouleversant perturbateur dehors ». Il note à propos d'extraits du livre de Sarrazin qu'« une nostalgie s'épanche selon laquelle non seulement les Allemands travaillent à leur disparition démographique mais aussi prennent congé de leurs horizons culturel et patrimonial ». 

## Œuvre
- Der Traum vom Sieg. Gruner & Jahr, Hamburg 1985.
- Palais Abgrund. edition Tiamat, Berlin 1990.
- Palasthotel oder Wie die Einheit über Deutschland hereinbrach. S. Fischer, Frankfurt a.M. 1991,  (ISBN 3-10-048923-3).
- Palasthotel Zimmer 6101. Reporter im rasenden Deutschland. Rasch und Röhring, Hamburg 1991,  (ISBN 3-499-19339-6).
- Das Selbstmord-Tabu. Rowohlt, Reinbek bei Hamburg 1992,  (ISBN 3-499-13177-3).
- Bill Clinton. Droemersche Verlagsanstalt, München 1993. (Co-Autor)
- Showdown. Diogenes, Zürich 1994.
- Fifth Avenue. Diogenes, Zürich 1995,  (ISBN 3-257-06036-X).
- Long Flight Into Art. In: ICARUS. New York University, New York 1997.
- Markus im Central Park. Märchen, Serie. In: Berliner Zeitung. Februar bis April 1997.
- Die vaterlose Gesellschaft. Briefe, Berichte, Essays. Rowohlt, Reinbek bei Hamburg 1998,  (ISBN 3-499-60816-2).
- Rupert oder Die Kunst des Verlierens., Diogenes, Zürich 2000,  (ISBN 3-257-23150-4).
- Der Prinz der Westend Avenue. Pegasus-Theaterverlag, 2001. (pièce de théâtre d'après le roman d'Alan Isler, The Prince Of West End Avenue)
- Götzendämmerung. Porträts am Ende des Jahrtausends. Patmos, Düsseldorf 2002,  (ISBN 3-491-72415-5).
- Eintracht Deutschland. Reportagen und Glossen aus der neuen Republik. Patmos, Düsseldorf 2002,  (ISBN 3-491-72421-X).
- Geliebte zwischen Strand und Dschungel. Hitzeschübe aus Rio de Janeiro. Picus, Wien 2004,  (ISBN 3-85452-792-6).
- Im magischen Dickicht des Regenwaldes. Reise durch den Amazonas. Picus, Wien 2005,  (ISBN 3-85452-799-3).
- Wir Deutschen. Warum die anderen uns gern haben können. S. Fischer, Frankfurt a.M. 2006,  (ISBN 3-10-048922-5).
- Als wir jung und schön waren. S. Fischer, Frankfurt a.M. 2008.  (ISBN 3-10-048924-1)
- Das katholische Abenteuer. Eine Provokation. Deutsche Verlagsanstalt, München 2011.  (ISBN 978-3-421-04514-0)
- Die Apokalypse nach Richard: Eine festliche Geschichte. Aufbau Verlag, Berlin 2012.  (ISBN 3-351-03501-2)

### Édition française
- Nous les Allemands, traduction de Wir Deutschen. Warum die anderen uns gern haben können. par Olivier Mannoni, éditions Saint-Simon, 2007.

## Source, notes et références
- (de) Cet article est partiellement ou en totalité issu de l’article de Wikipédia en allemand intitulé « Matthias Matussek » (voir la liste des auteurs).

1. ↑  (de) Matthias Matussek: Deutsches Theater I. In: Netzeitung, 28 juin 2006.
2. ↑  (de) „Spiegel“: Matussek geht als Kulturchef. In: Morgenpost, 10. Juni 2008.
3. ↑  (de) Liste des épisodes. In: Der Umblätterer.
4. ↑  (de) « Bekannte Mitglieder », sur vds-ev.de via Wikiwix (consulté le 14 juillet 2023).
5. ↑  (de) Verleihung des Goldenen Prometheus – Berlinig und erwartbar. In: taz, 29 janvier 2008.
6. ↑  (de) Friedrich Siering, « Unruhe beim „Spiegel“ », sur Kölner Stadt-Anzeiger, 5 décembre 2007 (version du 28 août 2011 sur Internet Archive).
7. ↑  (de) Eklat über Facebook-Posting: „Welt“ trennt sich von Autor Matussek. In: Spiegel Online, 17 novembre 2015.
8. ↑  (de) Wie ich aus Versehen ein Linker wurde. In: Spiegel Online, 11. September 2009.
9. ↑  (de) Sarrazin-Debatte: Die Gegenwut. In: Spiegel Online, 6 septembre 2010.